# Kapuzinerkonvent Paris
Der geistliche Orden der Kapuziner verfügte im 16. bis 18. Jahrhundert in Paris über mehrere Konvente, die zum Teil als Grablegen herausragender Persönlichkeiten des Ancien Régime genutzt wurden.

## Anfänge
Charles de Lorraine-Guise (1524–1574), bekannt als Kardinal von Lothringen (Cardinal de Lorraine) hatte bei seiner Rückkehr vom Konzil von Trient (1545–1563) vier Mönche des Kapuzinerordens im Gefolge, die er auf dem Gelände des Schlosses Meudon wohnen ließ. Nach seinem Tod kehrten diese Kapuziner nach Italien zurück.
Im gleichen Jahr 1574 richtete der Cordelier Pierre Deschamps, der die Regel der Kapuziner angenommen hatte, mit Erlaubnis des Königs Karl IX. und des Papstes Gregor XIII. einen kleinen Konvent in Picpus ein. Wenig später schickte der Ordensgeneral zwölf Mönche und zwei Laienbrüder unter Leitung des Bruders Pacificus aus Venedig als Generalkommissar nach in den Konvent. Caterina de’ Medici, die Mutter Karls IX., ließ die gesamte Gruppe schließlich in die Rue Saint-Honoré umziehen.

## Couvent des Capucins de la Rue Saint-Honoré
Im Juli 1576 unterstellte der König Heinrich III. die in der Rue Saint-Honoré lebenden Kapuziner seinem besonderen Schutz (den seine Nachfolger immer wieder bestätigten). Dieser Konvent, der sich dort befand, wo heute die Häuser Nr. 351 bis 369 stehen, und der 100 bis 120 Mönche beherbergte, bekam in den Jahren 1603 bis 1610 eine neue Kirche sowie neue Konventsgebäude. 1722 kam ein großes Wohngebäude hinzu. 1731 wurden das Portal und die Klostermauer an der Rue Saint-Honoré neu gebaut, 1735 bekam die Kirche einen neuen Chor.
Die am 1. November 1610 von Kardinal François de Joyeuse geweihte Kirche wurde im Lauf der Zeit mit einer Reihe bemerkenswerter Kunstwerke ausgestattet, darunter Gemälde von Charles Lebrun (1619–1690) (L’Assomption, La Présentation, Christ mourant), Robert Paul Ponce Antoine (Le Martyre de Fidèle de Simaringa), Laurent de La Hyre (L‘Assomption) und Hyacinthe Collin de Vermont (Moise serrant la manne dans l’arche).
In der Kirche wurden bestattet:
- Henri de Joyeuse († 1608), der ab 1587 kurze Zeit und endgültig ab 1599 als Père Ange in dem Kloster lebte,
- François Leclerc du Tremblay (Père Joseph, † 1638), die Graue Eminenz des Kardinals Richelieu,
- Athanase Molé, der 1618 die „Madelonettes“ gründete, der Bruder des Parlamentspräsidenten und Siegelbewahrers Mathieu Molé
- J. B. Brûlart, Generalkommissar der Kapuziner in Frankreich und Bruder des Siegelbewahrers (1623–1624) Nicolas Brûlart de Sillery,
- Michel de Marillac, der Sohn des Siegelbewahrers Michel de Marillac († 1632)
- Bernard de la Tour, der Prediger Ludwigs XIII.
- Charles François I. de Montmorency-Luxembourg († 1726), Herzog von Piney-Luxembourg
- Pierre Henri de Montmorency-Luxembourg († 1700), dessen Bruder, Abt von Saint-Michel und Ourscamp
- Aimé Bascher de La Villéon, Ordensname: Aimé de Lamballe (1694/95–1773), Generalminister des Kapuzinerordens

Der Konvent wurde während der Revolution geschlossen und ab 1790 von der Nationalversammlung als Büro und als Nationalarchiv  genutzt. 1804 wurden die Gebäude abgerissen, an ihrem Standort verlaufen heute die Rue de Castiglione, die Rue de Rivoli und die Rue du Mont-Thabor.

## Couvent des Capucins du Faubourg Saint-Jacques
Dieser Konvent, der von den Kapuziner-Novizen der Provinz Paris bewohnt wurde, stand am Place des Capucins. Er wurde von François Godefroy, Seigneur de la Tour, gegründet, der ihnen in seinem Testament vom 27. April 1613 sein Haus in der Faubourg Saint-Jacques (heute 14. Arrondissement) vermachte. Die Scheune des Hauses diente als Kapelle, bis der Kardinal Pierre de Gondi († 1616) die Mittel bereitstellte, um eine Kirche zu bauen und den Konvent zu erweitern. Der Konvent wurde 1783 aufgelöst, die Mönche zogen in die Rue Neuve-Sainte-Croix um. Die Gebäude wurden 1784 dem Hôpital des vénériens, einem Krankenhaus für Geschlechtskrankheiten, übergeben.

## Couvent des Capucins du Marais
Der Kapuzinerkonvent in der Rue du Perche im Marais wurde 1623 von Athanase Molé gegründet; die Kirche konnte nur mit Hilfe des Siegelbewahrers Argenson errichtet werden, ein Neubau erfolgte im 18. Jahrhundert. Nach der Säkularisation der Klöster wurden Gebäude und Gärten verkauft, die Kirche jedoch bereits 1802 wieder für Gottesdienste genutzt, jetzt unter dem Namen Saint-François-d’Assise als Nebenkirche der Pfarrei Saint-Merri.

## Couvent des Capucines

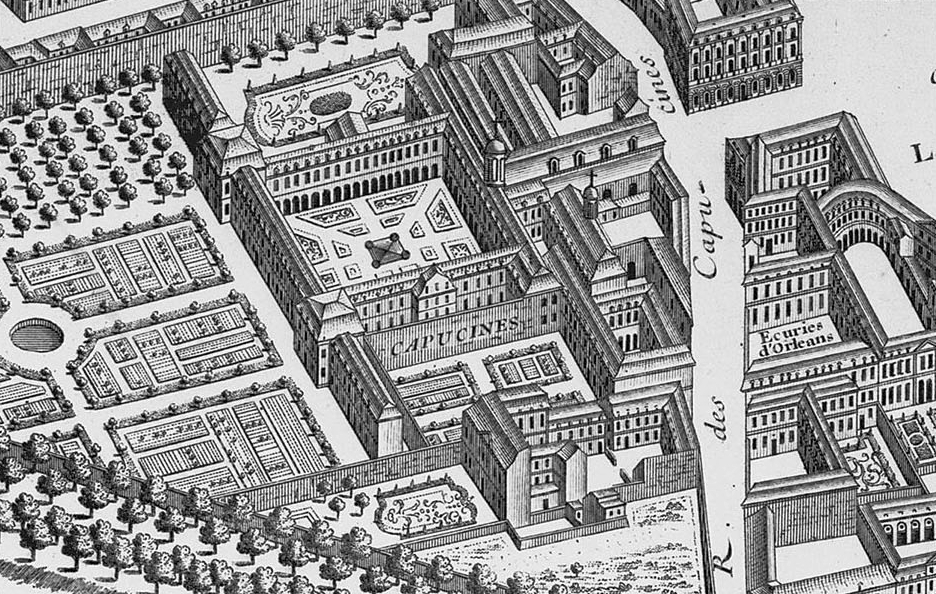
Ancien couvent des Capucines, Turgot map of Paris, 1739

Das Gegenstück zu den Männerklöstern war der Couvent des Capucines, der als einziger unmittelbar erkennbare Spuren in den Pariser Topographie hinterlassen hat. Louise de Lorraine, Königin von Frankreich als Ehefrau Heinrichs III., bestimmte in ihrem Testament vom 28. Januar 1601 (sie starb am darauffolgenden Tag), dass ihr Bruder und Erbe Philippe-Emmanuel de Lorraine, Herzog von Mercoeur, 60000 Livres aus ihrem Nachlass für die Gründung eines Kapuzinerinnen-Konvents in Bourges verwenden solle. Der Herzog starb selbst bereits 1602, seine Witwe Marie de Luxembourg übernahm die Testamentsvollstreckung. Es stellte sich heraus, dass das vorgesehene Kapital für den Zweck nicht ausreichte, so dass die Herzogin von Mercoeur für den Rest selbst aufkam. Der Konvent wurde dann allerdings in Paris und nicht in Bourges angesiedelt, wozu die Herzogin das Hôtel de Retz (auch Hôtel de Perron genannt) in der Faubourg Saint-Honoré gegenüber dem Männerkonvent kaufte und abreißen ließ. Die Grundsteinlegung für den neuen Konvent erfolgte am 29. Juni 1604, die Fertigstellung war 1606. Während der Bauzeit hatte sich die Herzogin mit zwölf angehenden Kapuzinerinnen in der Faubourg Saint-Antoine zurückgezogen, von wo aus sie am 9. August 1606 in den neuen Konvent umzog. Das Ordensgelübde wurde am 21. Juli 1607 abgelegt.
1686 ordnete König Ludwig XIV. den Abriss der Konventsgebäude an, um den Place Vendôme (ursprünglich Place Louis le Grand) bauen zu lassen, und wies ihnen ein Ausweichquartier am Nordende dieses neuen Platzes zu. Die Nonnen zogen am 26. Juli 1686 in Gebäude um, die François d’Orbay entworfen hatte und die wesentlich komfortabler als die bisherigen Gebäude waren. Diese hatten den König fast eine Million gekostet. Das Portal der Kirche befand sich am Place Vendôme, war aber so schlecht gebaut, dass man drei Mal mit dem Arbeiten vor vorne beginnen musste. 1756 war dann ein weiterer Neubau erforderlich, der die gesamte Kirche betraf, wobei die Mausoleen in den Kapellen zerstört wurden.
In der Kirche wurden bestattet:
- Louise de Lorraine († 1601), Witwe des Königs Heinrich III. von Frankreich
- der Herzog und die Herzogin von Mercoeur
- Charles III. de Blanchefort, duc de Créquy († 1687)
- François Michel Le Tellier de Louvois († 1691) sowie eine Reihe seiner Verwandten
- Alexandrine Le Normand d’Étiolles († 1754), Tochter des Charles-Guillaume Le Normant, seigneur d’Étiolles und der 1745 von Ludwig XV. zur marquise de Pompadour erhobenen Jeanne-Antoinette Poisson (siehe nachstehend)
- Louise-Madeleine de La Motte († 1745) und ihre Tochter Madame de Pompadour († 1764)

Das Grabmal Louvois stammt von François Girardon, Martin Desjardins und Vanclève. Es wurde nach der Revolution ins Musée des Monuments français verbracht. Weitere Künstler, die in der Kirche arbeiteten, sind Antoine Coypel, Pierre Mazeline und Simon Hurtelle.
Auch dieser Konvent wurde 1790 aufgehoben. In den Gebäuden wurden in der Folge Assignaten hergestellt, das zu der Zeit übliche Papiergeld. Die Gärten wurden zu einem öffentlichen Park, in dem sich Theater niederließen. In einem dieser Theater debütierte Virginie Déjazet als Fünfjährige. Der Konvent wurde 1806 abgerissen, zum Teil, um die Rue de Napoléon zu bauen, die 1814 in Rue de la Paix umbenannt wurde.
Geblieben vom Konvent der Kapuzinerinnen sind die Rue des Capucines am Place des Vosges, vor allem aber der Boulevard des Capucines.